# Tournoi des Six Nations féminin 2006
Cet article traite de l'épreuve féminine. Pour la compétition masculine, voir Tournoi des Six Nations masculin 2006.
Pour un article plus général, voir Tournoi des Six Nations féminin.
Navigation
Tournoi féminin 2005 Tournoi féminin 2007
Le Tournoi des Six Nations féminin 2006 est la onzième édition du tournoi et la cinquième qui se joue à six nations. Elle se déroule du 4 février au 18 mars 2006 et oppose les équipes d'Angleterre, d'Écosse, d'Espagne, de France, d'Irlande et du pays de Galles.
L'équipe d'Angleterre remportant tous ses matches gagne le tournoi en réalisant le Grand Chelem et la Triple couronne tandis que l'Espagne perdant tous les siens reçoit la Cuillère de bois.

## Les matches
Les rencontres du tournoi se déroulent sur cinq journées en février et mars.
| 4 février 2006 | Donnybrook Rugby Ground, Dublin | Irlande    | 25 - 10 | Espagne        |
| 4 février 2006 | St Albans                       | Angleterre | 38 - 15 | Pays de Galles |
| 5 février 2006 | Murrayfield, Édimbourg          | Écosse     | 03 - 23 | France         |

| 10 février 2006 | Montauban  | France         | 32 - 0  | Irlande    |
| 11 février 2006 | Pontypridd | Pays de Galles | 05 - 0  | Écosse     |
| 11 février 2006 | Madrid     | Espagne        | 03 - 86 | Angleterre |

| 25 février 2006 | Murrayfield, Édimbourg          | Écosse  | 05 - 22 | Angleterre     |
| 25 février 2006 | Donnybrook Rugby Ground, Dublin | Irlande | 07 - 14 | Pays de Galles |
| 25 février 2006 | Saint-Jean-de-Luz               | France  | 38 - 00 | Espagne        |

| 10 mars 2006 | Navan      | Irlande        | 00 - 9  | Écosse     |
| 10 mars 2006 | Pontypridd | Pays de Galles | 10 - 00 | Espagne    |
| 11 mars 2006 | Bondoufle  | France         | 00 - 28 | Angleterre |

| 17 mars 2006 | Pontypridd | Pays de Galles | 11 - 10 | France  |
| 17 mars 2006 | St Albans  | Angleterre     | 39 - 10 | Irlande |
| 18 mars 2006 | Madrid     | Espagne        | 12 - 16 | Écosse  |

## Le classement

Nations participant au Tournoi

| Rang | Nation         | J | V | N | D | Pm  | Pe  | Diff | Pts |
| ---- | -------------- | - | - | - | - | --- | --- | ---- | --- |
| 1    | Angleterre     | 5 | 5 | 0 | 0 | 213 | 33  | +180 | 10  |
| 2    | Pays de Galles | 5 | 4 | 0 | 1 | 55  | 55  | 0    | 8   |
| 3    | France (T)     | 5 | 3 | 0 | 2 | 103 | 42  | +61  | 6   |
| 4    | Écosse         | 5 | 2 | 0 | 3 | 33  | 62  | -29  | 4   |
| 5    | Irlande        | 5 | 1 | 0 | 4 | 42  | 104 | -62  | 2   |
| 6    | Espagne        | 5 | 0 | 0 | 5 | 25  | 175 | -150 | 0   |

|  | Vainqueur du tournoi  |
|  | T : Tenante du titre. |